# Королева бензоколонки
«Королева бензоколонки» (рос. Королева бензоколонки) — радянський художній комедійний фільм студії ім. О. Довженка 1962 року. Фільм знято на справжній автозаправці, що й нині працює в Пирятині, на трасі Київ—Харків.
Посідає 61-шу позицію у списку 100 найкращих фільмів в історії українського кіно.

## Історія створення

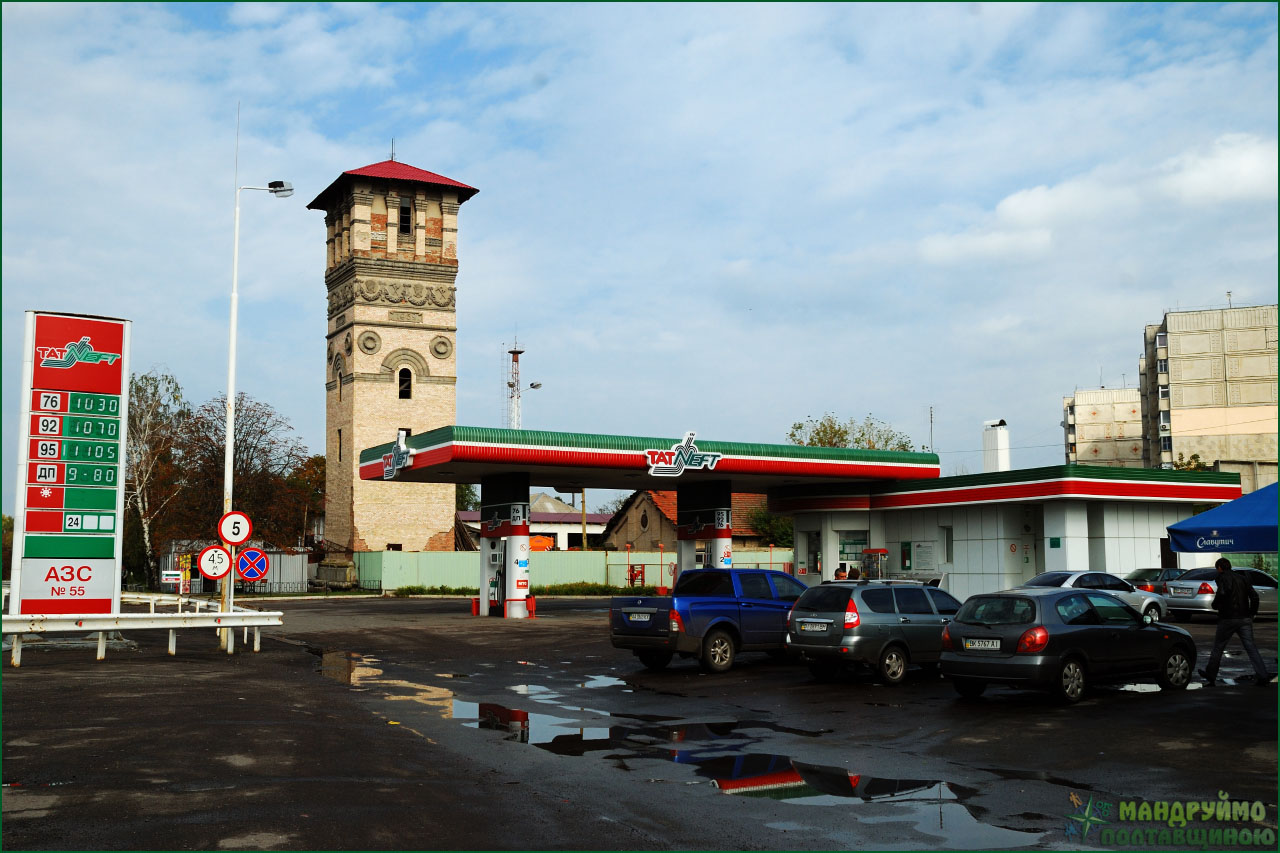
Місце, де знімався фільм

Знімати стрічку почав молодий режисер Микола Літус. 16 липня 1961 року на кіностудії ім. О. Довженка розпочалися кінопроби акторів на виконання ролей у фільмі. Без кінопроб затвердили Андрія Сову, Нонну Копержинську та Олександра Хвилю. На роль Людмили худрада та більшість членів знімальної групи пропонували російську акторку Надію Рум'янцеву, однак режисер прагнув запобігти штампів і наполіг на кандидатурі маловідомої естонської акторки Тер'є Луйк. З нею було відзнято чимало матеріалу, але на робочому перегляді дирекція кіностудії вирішила зняти Луйк з ролі, оскільки та «занадто інтелігентна, холодна та інтроверт», а тому комедії не виходить. Настала осінь, натурні зйомки внеможливилися й фільм законсервували. Наступного року зйомки відновилися заново з раніше затвердженою Рум'янцевою. На час зйомок Надії, що грала роль сімнадцятирічної дівчини, було тридцять два роки. Режисуру цього разу доручили досвідченому Олексієві Мішурину, котрий наполіг, аби Літуса залишили в стрічці як другого режисера.
Фільм знімався на території робочої АЗС, проте через пожежонебезпечну освітлювальну апаратуру на заправці групі знімати заборонили. Довелося поряд побудувати «знімальну» АЗС, несправжню. Справжня АЗС розташовувалася за бутафорською конторкою. Микола Літус розповідав, що макетна заправка була так схожа на справжню, що одного разу на знімальний майданчик заїхала вантажівка, водій якої зажадав її заправити. Акторська трійця Рум'янцева — Сова — Вінник розіграла чоловіка: його відмовилися заправляти й до того ж ще хотіли оштрафувати за грубість, але потім перепросили та пояснили, що тут знімається кіно. У підсумку водій не образився на акторів, а сам епізод згодом включили до фільму.
Прізвище головної героїні Добривечір, можливо, взято в українського боксера 1920-х років — про нього згадував актор Борис Січкин у книзі «Я з Одєси! Здрастє!»: «Я не пропускав змагань з боксу. Був боксер на прізвище Добривечір. Коли оголошували його прізвище, зал зі сміхом відповідав: „Здрастє“. У Добривечора була незвичайна стійка, руки додолу, жодного захисту, весь відкритий, танцював по рингу, маневрував і в нього важко було влучити. Добре захищався та добре контратакував. Робив добре. Усі його знали та любили як боксера».
Епізод з осами знімали в Білій Церкві, на площі Шевченка. У вересні 2010 року на честь цієї події на будівлі, навпроти якої знімали, встановлено меморіальну табличку із зображенням виконавиці головної ролі — Надії Рум'янцевої.
Оскільки основне місце дії біля АЗС, у фільмі задіяли чимало автомобілів 1950-х — початку 1960-х років. Персонажі фільму Славко та Ведмідь їздять на дослідних машинах: автобусах ЛАЗ-697 «Турист» і ЛАЗ-Україна-1 (1961) та вантажівці БєлАЗ-540 (1962), а в епізоді з іноземцями є навіть справжній Cadillac Series 62.
Водонапірна вежа біля АЗС потрапляла в кадр не менше, аніж головна героїня Людмила Добривечір. Вежа збереглася до наших днів, і є візиткою Пирятина. Нині споруда перебуває в аварійному стані: вона нахилилася в бік траси приблизно на 20 сантиметрів – через проблеми з переливною трубою, що встановлена під цоколем. Вежу хотіли знести, але місцевий підприємець викупив її за 1 млн гривень; на реставрацію будівлі потрібно 2 млн гривень. Подальших варіантів для використання вежі чимало – кафе, музей, оглядовий майданчик для туристів.

## Сюжет
Фільм починається з невеличкої екскурсії Києвом з вікна автобуса «Київ — Ялта». Маршрут руху проходить по Хрещатику, камера затримується на вулиці Свєрдлова, готелі «Москва» на площі Калініна, по вулицях з квітучими каштанами, Дніпровській набережній, повз будівництво нових мікрорайонів, парк ім. Пушкіна (у кадрі мами з візочками, що прогулюються на фоні пам'ятника Пушкіну).
Полтавка Людмила Добривечір  (Надія Рум'янцева) пробувалася диктором на телебаченні — не пройшла за конкурсом через проблеми з дикцією. Мріяла стати бортпровідницею на літаку Ту-104 — не вийшло. Тепер Людмила вкотре готується до вступу в ансамбль «Балет на льоду». Відсутність льоду вона компенсує тренуваннями на роликових ковзанах і тимчасово влаштовується працювати заправницею на автозаправку. Не все виходить у нової робітниці, але весела вдача й спритність допомагають їй не тільки опанувати нову спеціальність, а й докорінно змінити роботу всієї бензоколонки. У цьому їй «допомагає» директор заправки Панас Петрович (Андрій Сова) та ревнива буфетниця Рогніда Карпівна (Нонна Копержинська).

## У ролях
- Надія Рум'янцева — Людмила Добривечір
- Андрій Сова — Панас Петрович, начальник бензоколонки
- Олексій Кожевников — Тарас Шпичко, кіномеханік кінопересувки
- Нонна Копержинська — Рогніда Карпівна, буфетниця бензоколонки
- Юрій Бєлов — Славко Кошовий, водій автобуса
- Володимир Білокуров — Олександр Юхимович Ведмідь, водій «БелАЗа»
- Сергій Блинников — товариш Бабій
- Віктор Мягкий — товариш Борщ
- Микола Яковченко — товариш Лопата
- Євгенія Опалова — викладачка
- Віктор Халатов — продавець
- Павло Винник — Яків Подорожній, старший лейтенант ДАІ
- Олександр Хвиля — піп, пасажир автобуса
- Сергій Шеметило — експедитор
- В епізодах: Олександр Толстих, Валентин Зінов'єв, Семен Лихогоденко, Григорій Тесля (сивий водій), Валентин Грудинін, Валерій Панарін, Микола Панасьєв, З. Золотарьов, Борис Болдиревський, Валентин Черняк, Михайло Крамар (немає в титрах, водій)

## Знімальна група
- Сценарист: Петро Лубенський
- Режисери-постановники: Олексій Мішурін, Микола Літус
- Оператори-постановники: Михайло Іванов, Олександр Пищиков
- Художник-постановник: Олександр Кудря
- Костюми: Алла Костенко
- Грим: В. Шикін
- Звукооператор: Софія Сергієнко
- Композитор: Євген Зубцов
- Текст пісень: Володимира Сосюри
- Оператор комбінованих зйомок: Яків Резник
- Монтажер: Т. Бикова
- Редактори: Рената Король, В. В. Сосюра
- Оркестр оперної студії Київської консерваторії ім. П. Чайковського, диригент: Євген Зубцов
- Режисер та директор картини: Микола Мокроусов